# بوئنا ویستا (میشیگان)
بوئنا ویستا (به انگلیسی: Buena Vista) یک منطقهٔ مسکونی در ایالات متحده آمریکا است که در شهرستان سگینا، میشیگان واقع شده‌است. بوئنا ویستا ۱۱٫۶ کیلومتر مربع مساحت و ۶٬۸۱۶ نفر جمعیت دارد و ۱۸۵ متر بالاتر از سطح دریا واقع شده‌است.